# Сборная Индонезии по регби
Сборная Индонезии по регби представляет Индонезию в международных матчах по регби-15 высшего уровня. Команда известна под прозвищем «носороги». Дебют Индонезии на международной арене состоялся в 2006 году. Регбийная ассоциация Индонезии является членом IRB.
В 2008 году Индонезия выиграла региональный турнир Азиатского кубка пяти наций. В решающем матче против Лаоса индонезийцы одержали победу со счётом (17:3). В сезоне 2013 года сборная выступает в третьем дивизионе азиатского чемпионата.

## Состав
Состав для выступлений в отборочном турнире к ЧМ-2015.
| - Ник Месриц - Стив Хаурисса - Бобби Орландо - Дани Сивесс - Хастоно ван Хин - Дэниэл Нугрохо - Джон Тейлор - Флориан Буси | - Кирк Арундейл - Гарет Рей - Аскар - Майк Бэвин - Диан Симатупанг - Тегух Сетиавах - Марк Браун | - Кевин Бантер - Юдха Рамон - Кайл Ларсен - Марко Себастиан - Ари Юдха Прамоно - Рибут Прасоджо - Агустиан |

## Результаты
По состоянию на 18 июня 2013 года.
| Соперник | Матчи | Победы | Поражения | Ничьи | Доля побед |
| -------- | ----- | ------ | --------- | ----- | ---------- |
| Бруней   | 2     | 2      | 0         | 0     | 100 %      |
| Гуам     | 3     | 0      | 3         | 0     | 0 %        |
| Иран     | 1     | 0      | 1         | 0     | 0 %        |
| Камбоджа | 3     | 2      | 1         | 0     | 67 %       |
| Китай    | 1     | 0      | 1         | 0     | 0 %        |
| Лаос     | 3     | 3      | 0         | 0     | 100 %      |
| Пакистан | 3     | 2      | 1         | 0     | 67 %       |
| Всего    | 16    | 9      | 7         | 0     | 56 %       |